# Psorophora confinnis
Psorophora confinnis är en tvåvingeart som först beskrevs av Lynch Arribalzaga 1891.  Psorophora confinnis ingår i släktet Psorophora och familjen stickmyggor. Inga underarter finns listade i Catalogue of Life.